# کوه کینوهاری

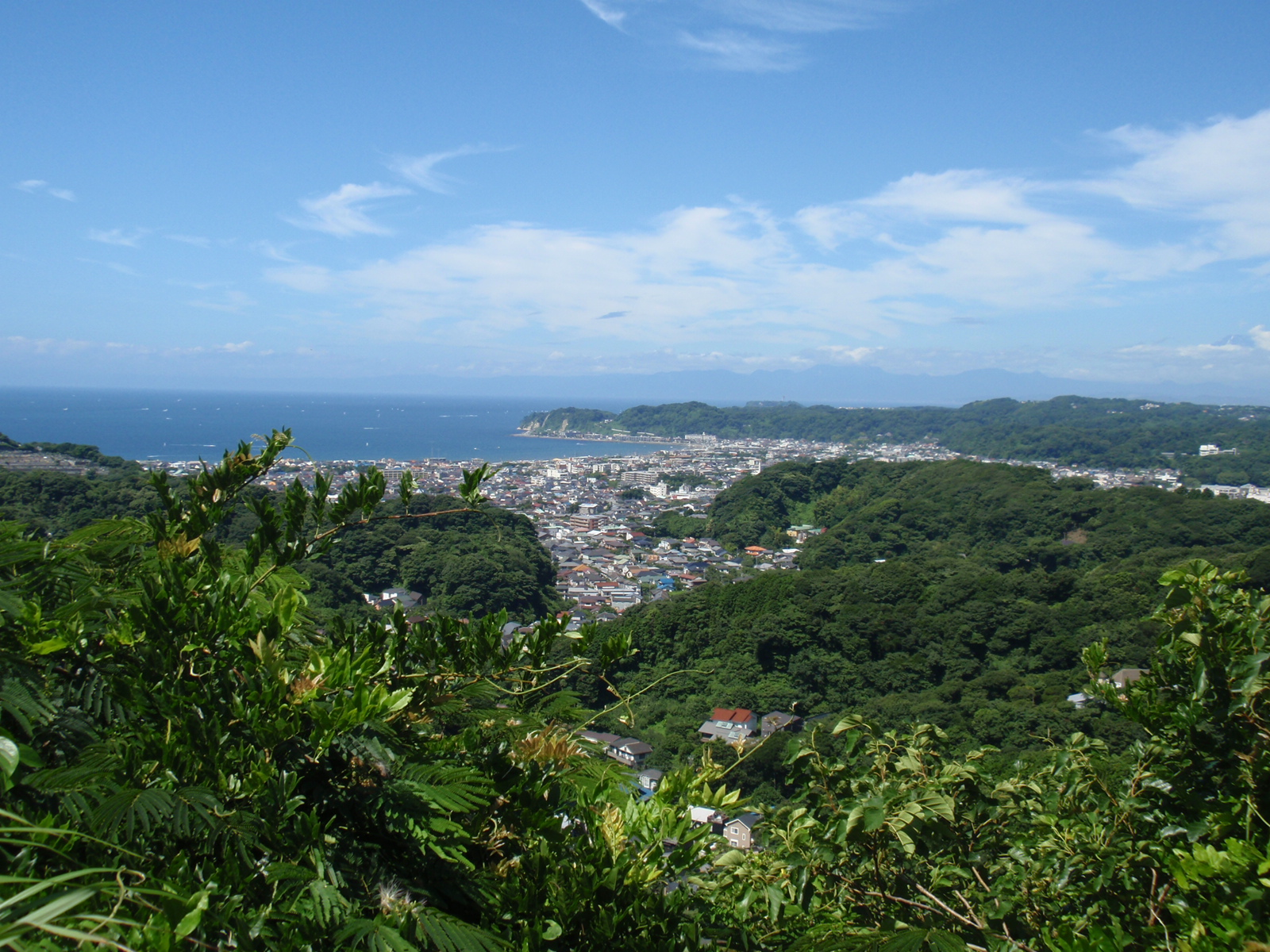
منظرهٔ شهر کاماکورا از قلهٔ کوه کینوهاری.

کوه کینوهاری (به ژاپنی: 衣張山 kinuhariyama) در اطراف شهر کاماکورا  قرار ‌دارد. ارتفاع این کوه ۱۲۰ متر است. در منطقهٔ اطراف این کوه معابد بسیاری وجود دارد و از نظر جاذبه‌های گردشگری ژاپن از ارزش بسیار بالایی برخوردار‌ است. در مسیر این کوه سه معبد معبد جُومیوجی ،  معبد هُوکُوکوجی   (معبد تاکه‌درا یا به فارسی معبد خیزران نیز نامیده می‌شود.) و معبد سوگی‌مُوتُو  وجود دارد.  

## دسترسی به مسیر راهپیمایی
برای رسیدن به نقطهٔ آغازین مسیر کوه‌پیمایی در ایستگاه کاماکورا  می‌توان از خطوط قطار JR (Japan Railways)  استفاده کرد.
برای شروع مسیر کوهپیمایی، ابتدا باید از ایستگاه کاماکورا به ‌طرف معبد  معبد جُومیوجی  که در کنار ایستگاه اتوبوسی همنام معبد  قرار دارد، از خط اتوبوسرانی استفاده کرد یا حدود ۳۰ دقیقه راهپیمایی کرد تا به راه ورودی مسیر راهپیمایی روبروی معبد رسید. بعد از این، مسیر  باید با توجه به علامات راهنما  بطرف قله و سپس راه بازگشت بطرف معبد هُوکُوکوجی  پیموده شود. راه‌ بازگشت  به ایستگاه اتوبوس سوگی‌مُوتُوکانئون  ختم می‌شود. طول این مسیر ۳ کیلومتر است. به‌طور تقریبی پیمودن این مسیر یک ساعت و نیم طول می‌کشد.امکان استفاده رایگان از پارکینگ معبد جومیوجی یا هوکوکوجی برای کسانی که با ماشین شخصی از این معابد دیدن می کنند، وجود دارد. باید توجه داشت که  تعداد جا برای پارک در این پارکینگ‌ها بسیار محدود است.   

## نگارخانه

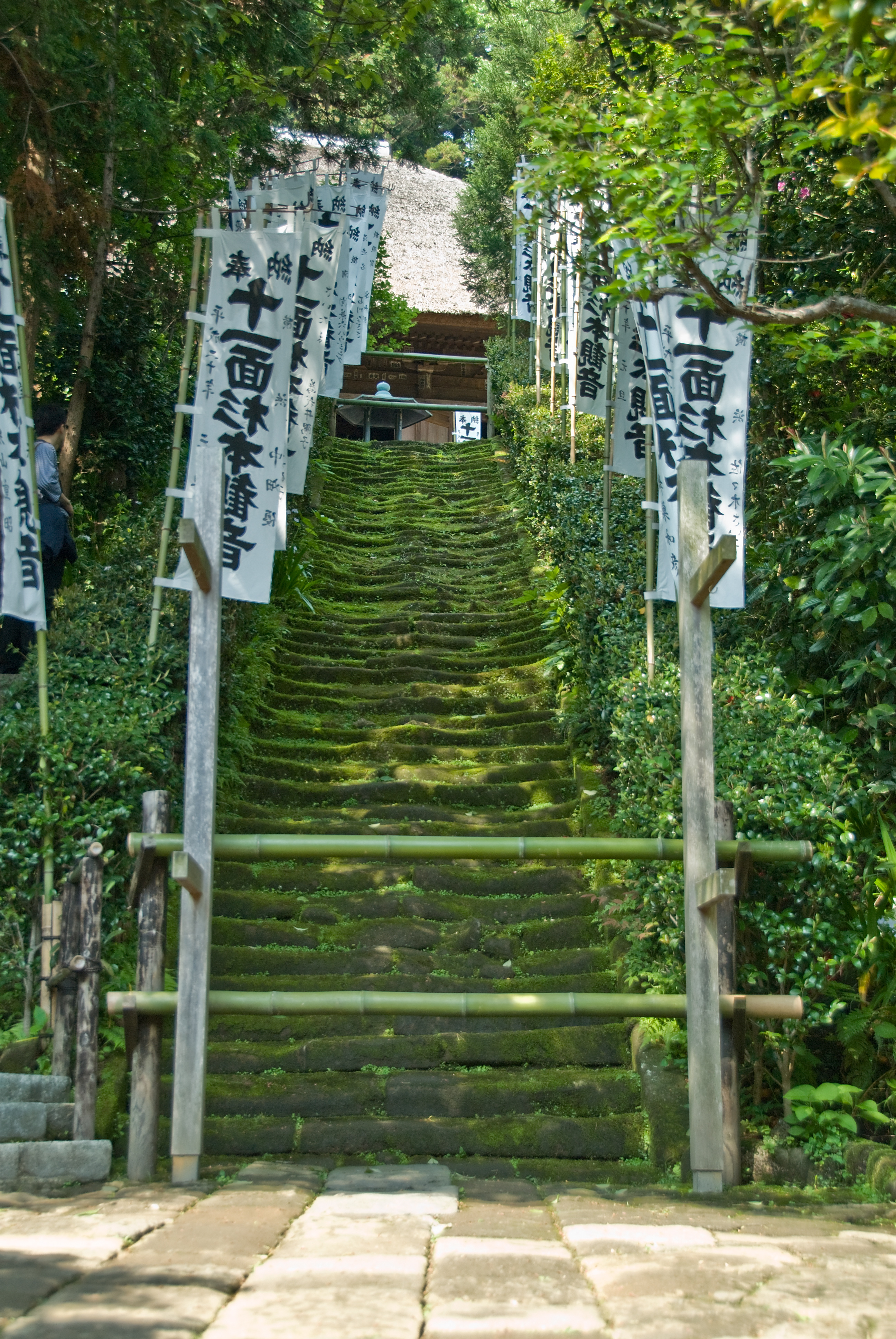
.معبد سوگی مُوتُو. برای بهتر دیدن عکس بر روی آن کلیک کنید.
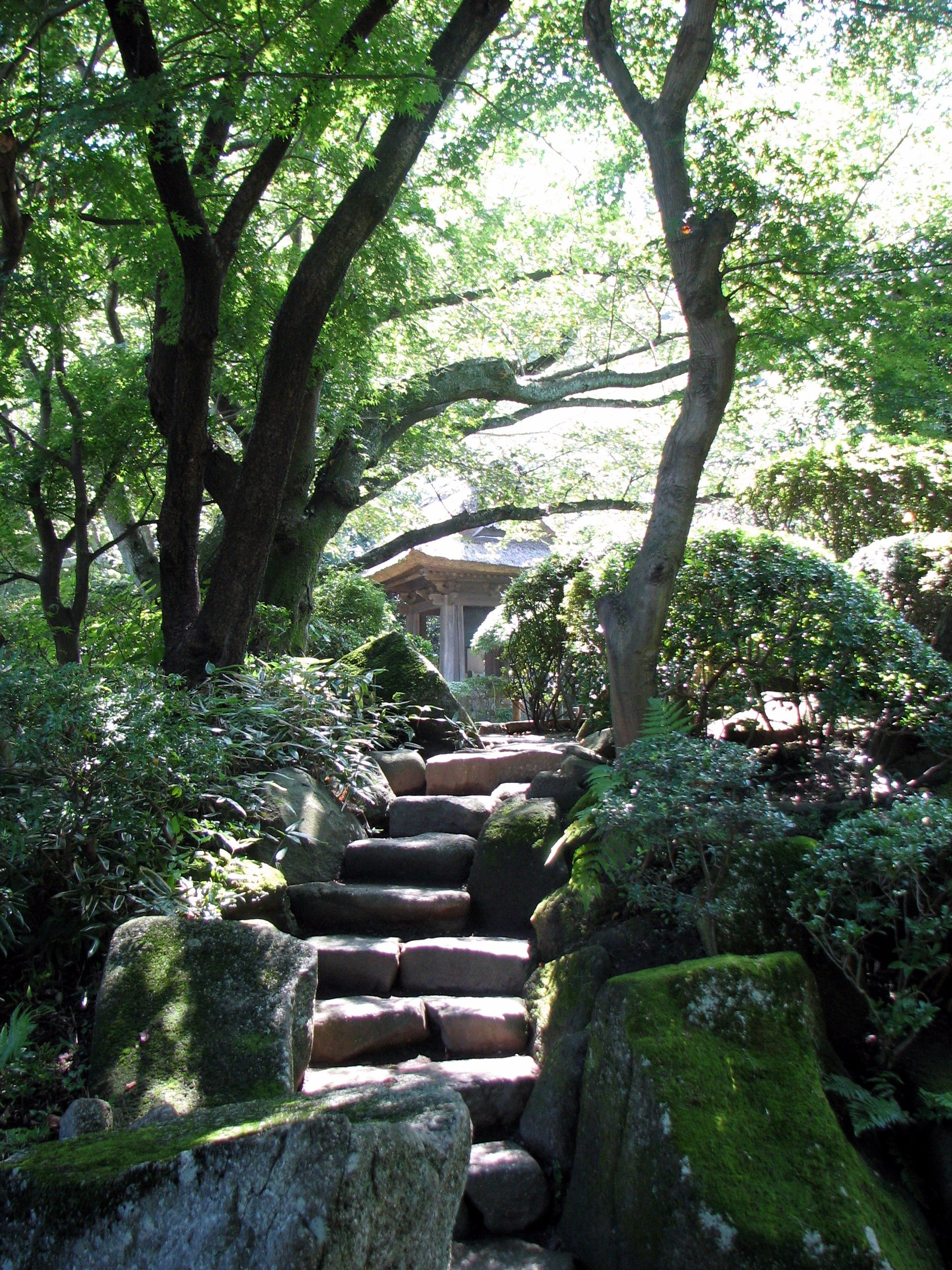
معبد هُوکُوکوجی . برای بهتر دیدن عکس بر روی آن کلیک کنید.
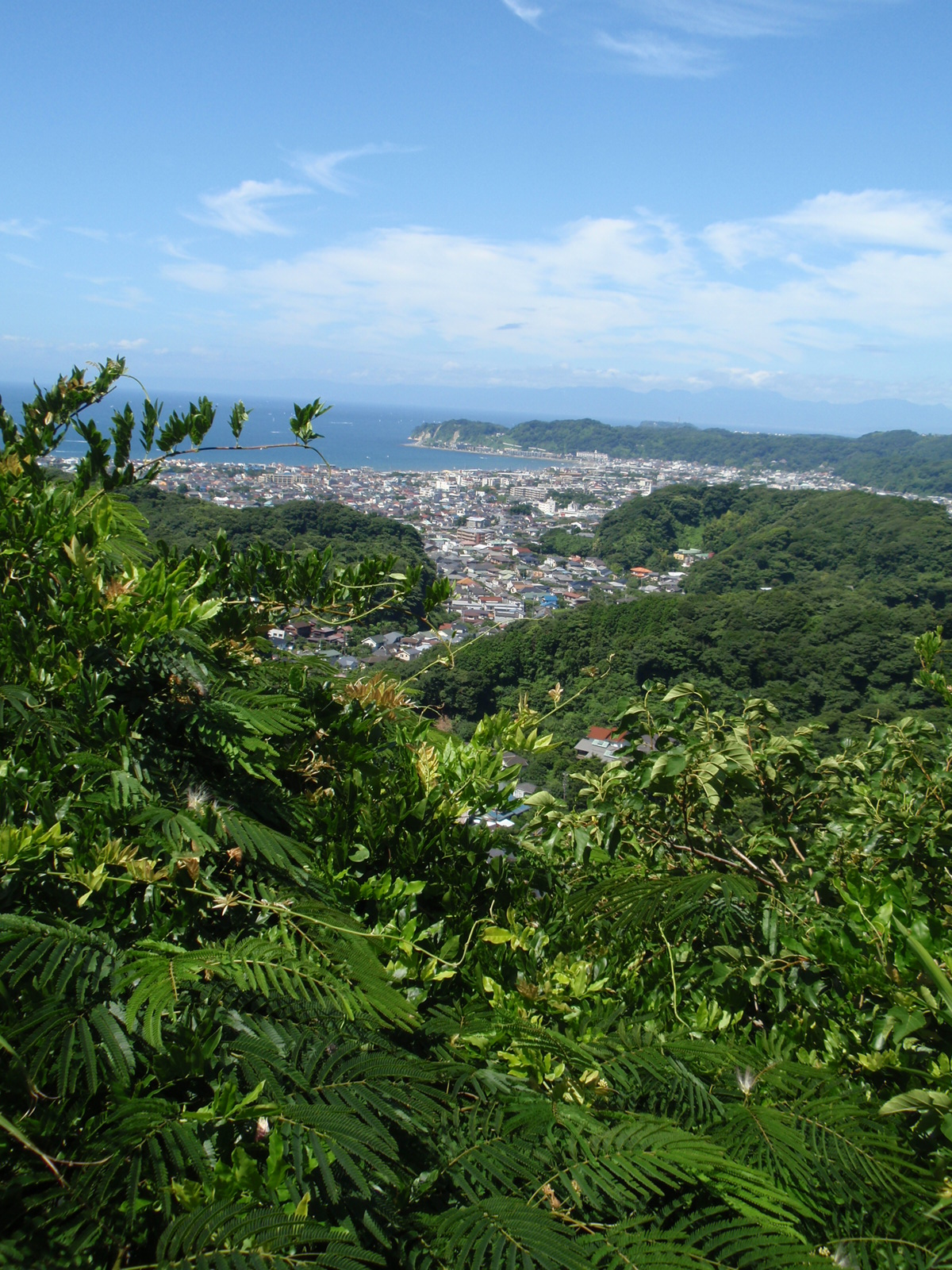
منظرهٔ دریا و شهر کاماکورا از بالای کوه کینوهاری.

## برابرهای ژاپنی
1. ↑  鎌倉町
2. ↑  鎌倉浄妙寺
3. ↑   報国寺
4. ↑  杉本寺
5. ↑  鎌倉町
6. ↑  浄妙寺
7. ↑  浄妙寺バス亭
8. ↑   報国寺
9. ↑  杉本観音